# Kunčice (Staré Město)
Kunčice (německy Kunzendorf) je vesnice, část města Staré Město v okrese Šumperk. Nachází se asi 2 kilometry severně od Starého Města, pod úpatím Kunčické hory.

## Název
Místní název byl původně pojmenováním obyvatele vsi, a na počátku měl podobu Kunčici, jeho základem bylo osobní jméno Kunek, Kunec nebo Kunče (ve starší podobě Kunča), což byly domácké podoby jména Kunrát. Význam obyvatelského jména byl "Kunkovi/Kuncovi/Kunčovi lidé". V němčině mělo jméno podobu Kunzendorf (tak zní i nejstarší písemný doklad z roku 1325), jeho základem bylo osobní jméno Kunz, domácká podoba jména Konrat.

## Historie
Nalézá se zde několik lyžařských vleků (Hájovna, Triangl).
| Rok            | 1869 | 1880 | 1890 | 1900 | 1910 | 1921 | 1930 | 1950 | 1961 | 1970 | 1980 | 1991 | 2001 | 2011 | 2021 |
| -------------- | ---- | ---- | ---- | ---- | ---- | ---- | ---- | ---- | ---- | ---- | ---- | ---- | ---- | ---- | ---- |
| Počet obyvatel | 491  | 565  | 540  | 513  | 537  | 519  | 477  | 255  | 242  | 144  | 133  | 82   | 69   | 61   | 58   |

## Doprava
Kunčice leží na místní silnici III. třídy, která vybíhá ze silnice II/446, procházející jižně od vsi, u osady Květná. Tato cesta postupně prochází celou vsí a jako lesní cesta dále pokračuje až na horskou chatu Paprsek. Souběžně se silnicí je vedena cyklotrasa. Katastr vesnice však sahá až ke hraničnímu přechodu s polskem na Kladském sedle, na již zmíněné silnici II/446. Územím Kunčic prochází také značené turistické trasy, přesněji žlutá a červená, které jsou součástí sítě značených tras v Králickém Sněžníku.
Autobusová doprava je do vesnice provozována jednou linkou dopravce Arriva Morava (s provozovnou v Šumperku), jezdící jako okružní linka ze Starého Města také přes části Nová Seninka a Stříbrnice. K dispozici jsou dvě autobusové zastávky (Kunčice, rozc. a Kunčice, točna). K roku 2023 zajíždělo do Kunčic celkem 6 spojů ve všední dny, a 3 o víkendech. Přímé železniční spojení vesnice nemá, nejbližší stanicí je nádraží ve Starém Městě.

## Kulturní památky
V katastru obce jsou evidovány tyto kulturní památky:
- Kaple Bolestné Panny Marie - drobná rustikální pozdně barokní stavba z roku 1770
- Zvonice (na stráni nad vesnicí) - zlidovělá stavba z roku 1779

## Fotogalerie

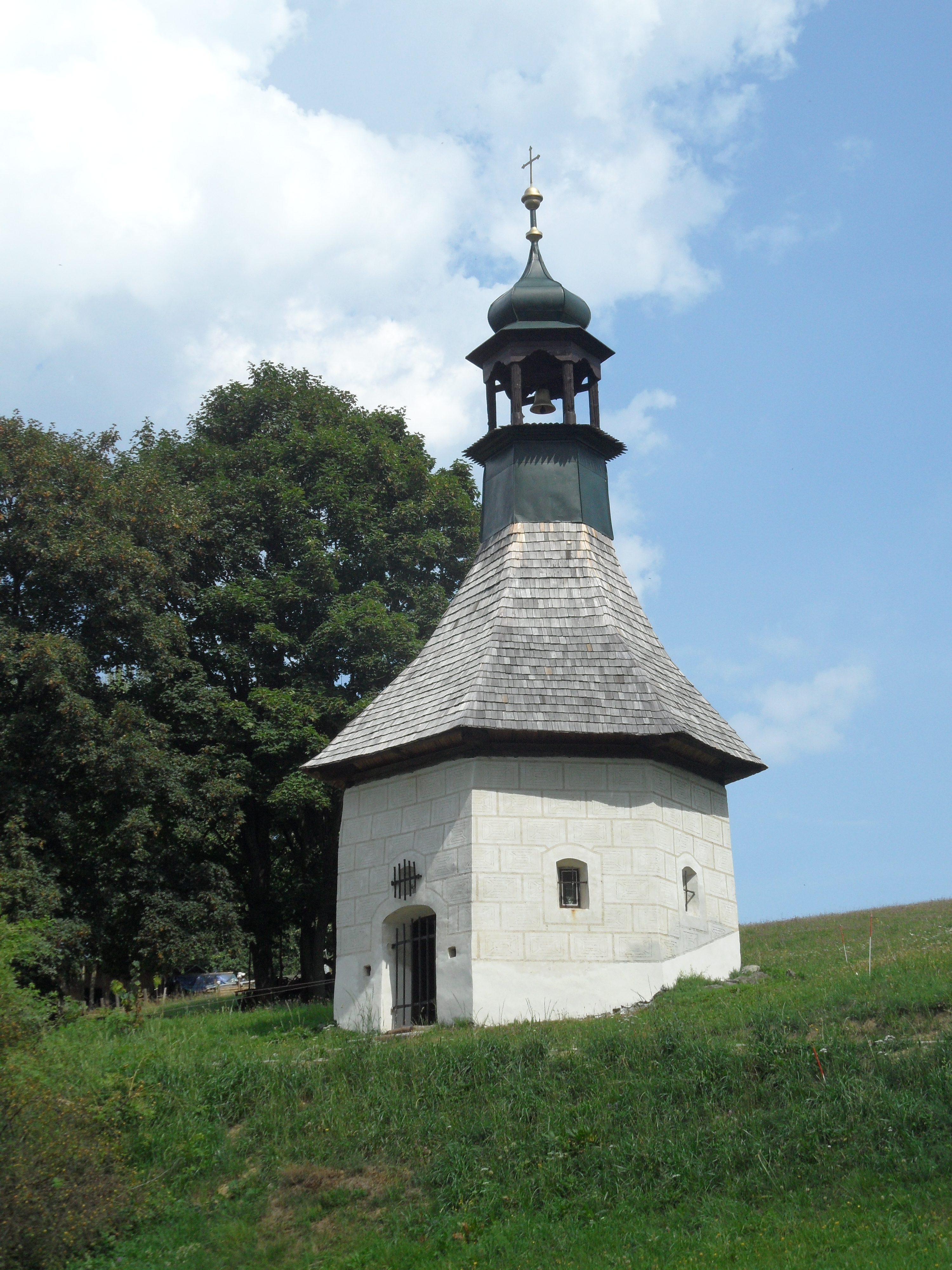
Zvonice
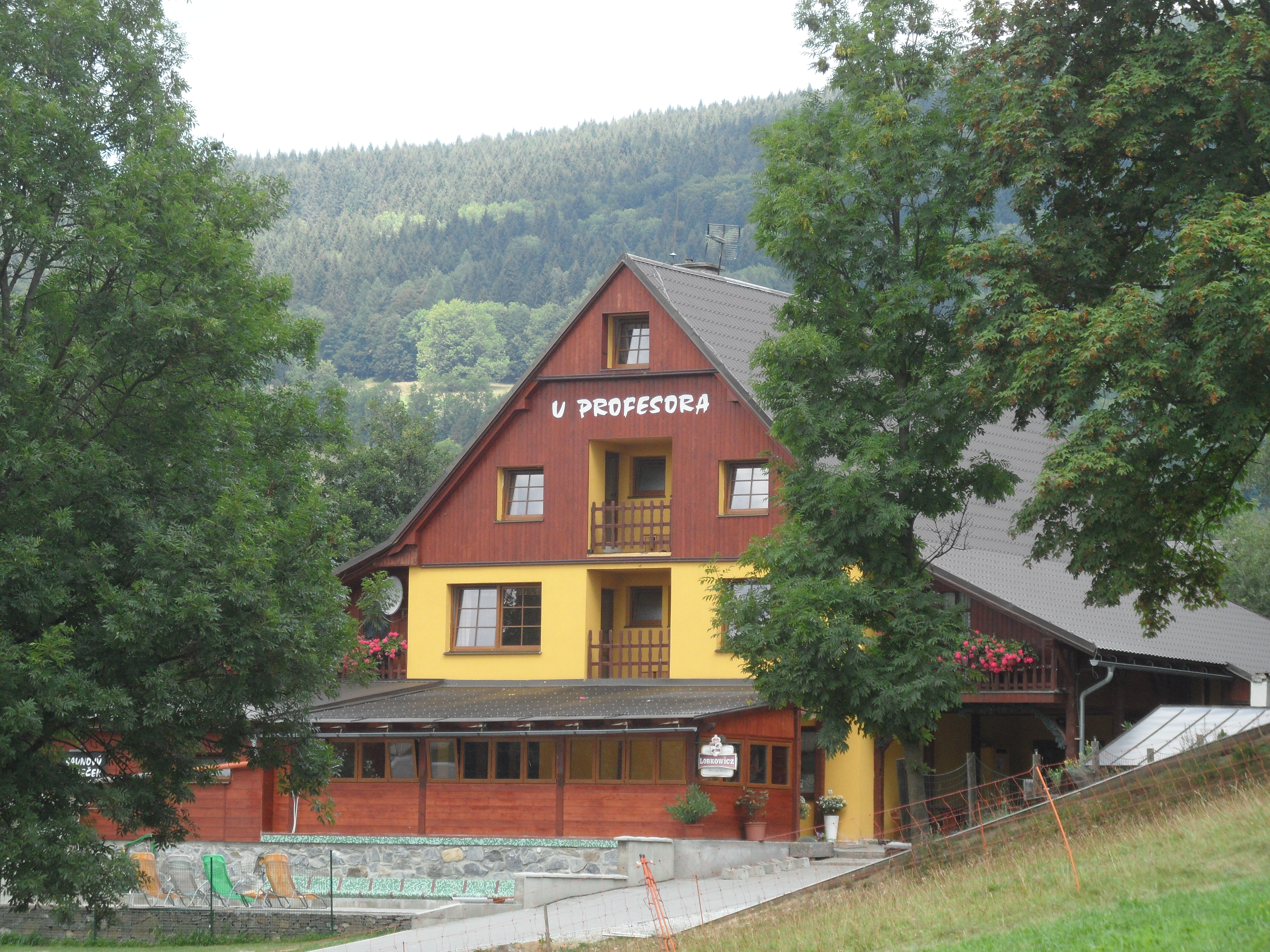
Chata U profesora
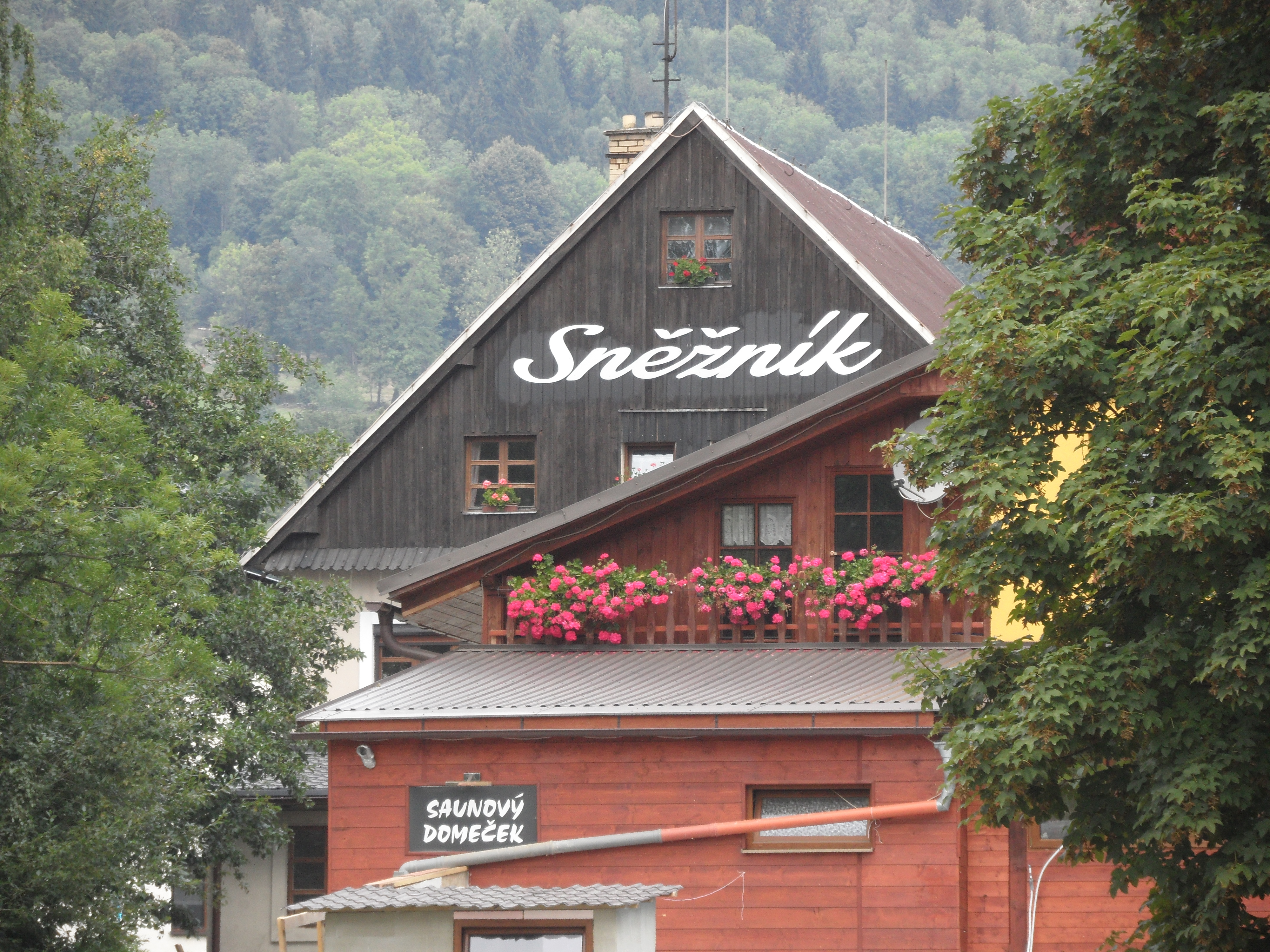
Chata Sněžník
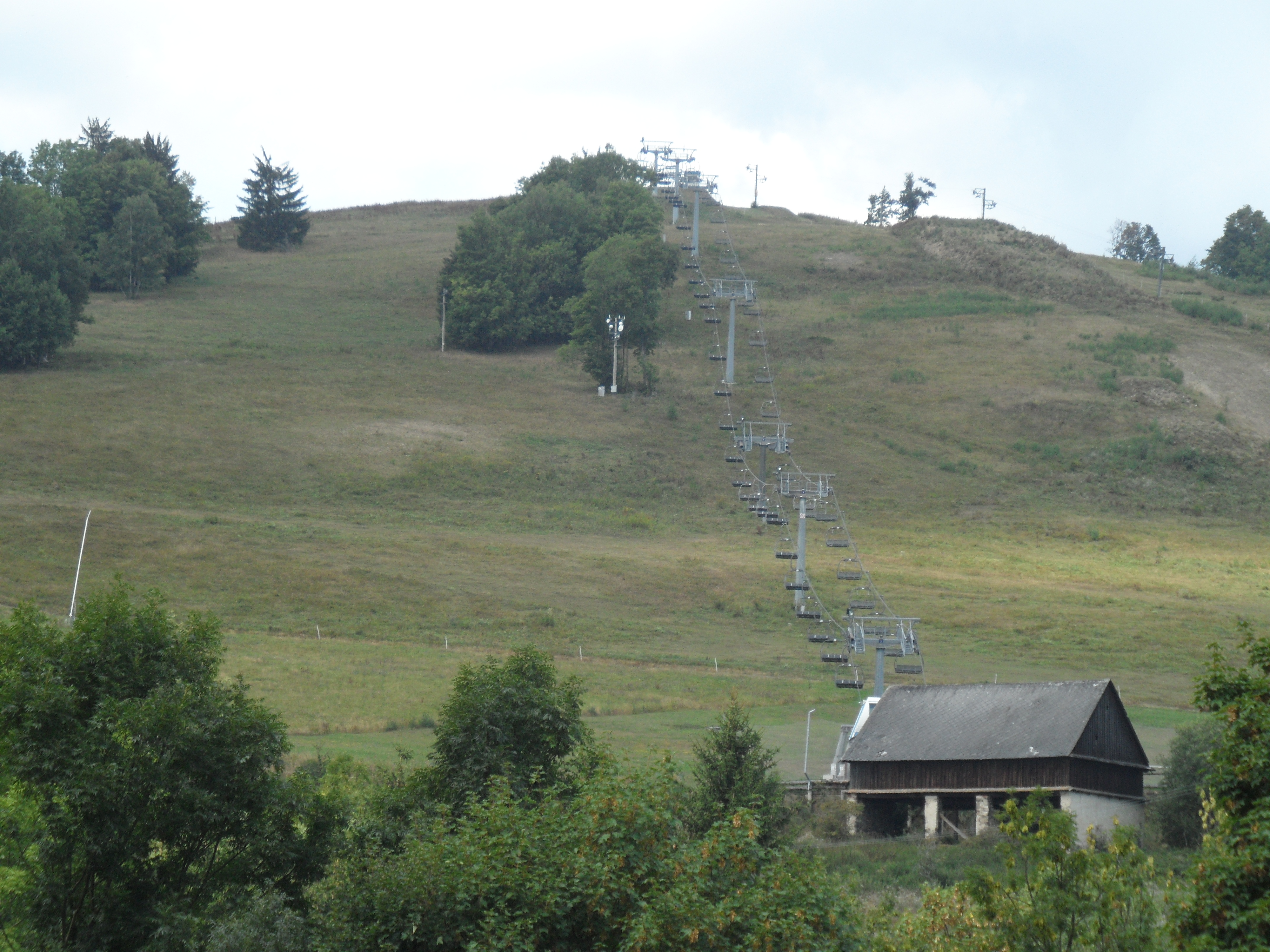
Lanovka a sjezdovka
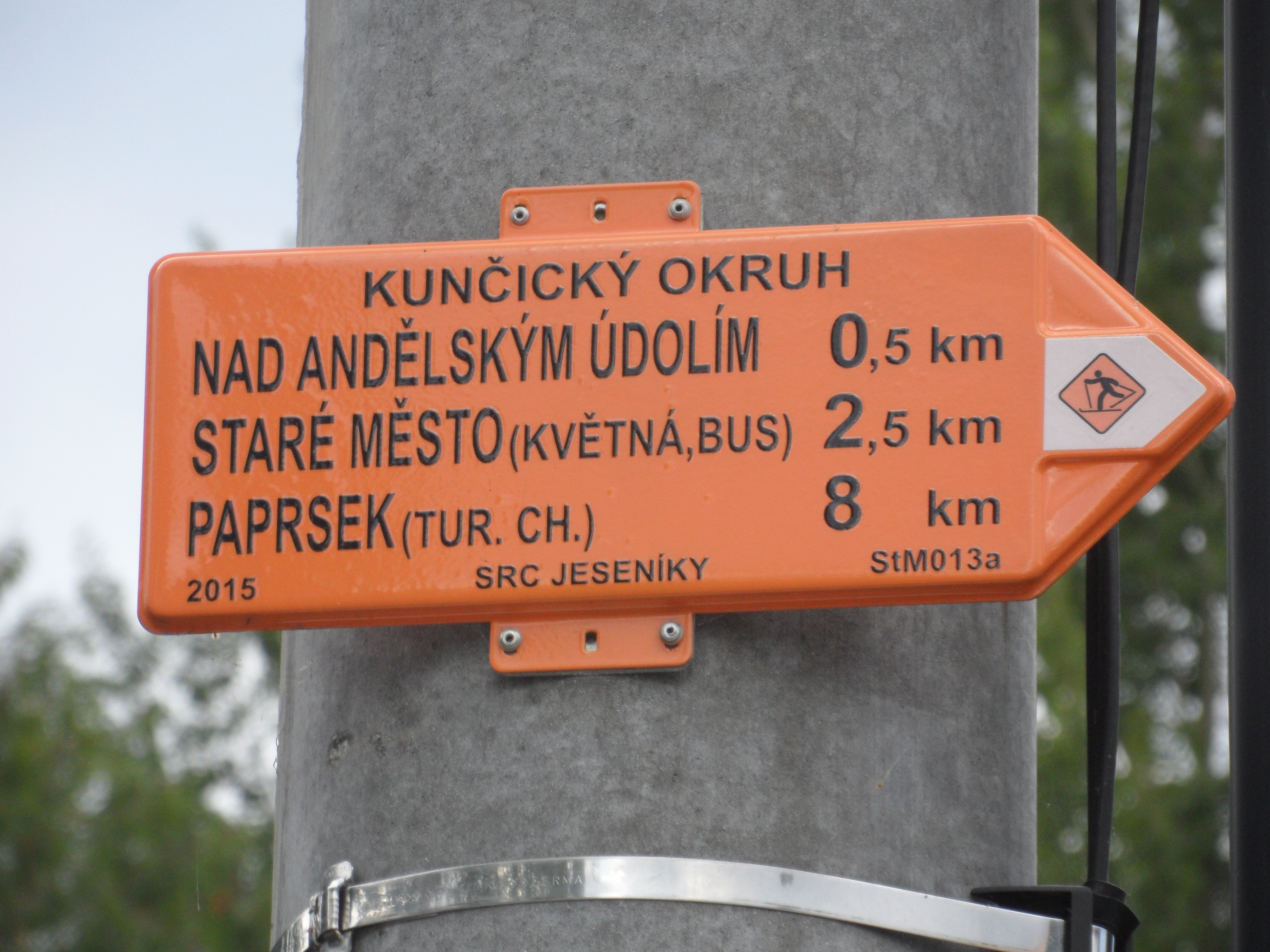
Kunčický okruh